# 呂勒奧主教座堂
呂勒奧主教座堂（瑞典語：Luleå domkyrka）是位於瑞典城市呂勒奧的一座瑞典信義會的教堂。呂勒奧主教座堂是瑞典信義會呂勒奧教區的主教座堂。呂勒奧主教座堂奉獻於1893年，在1904年成為呂勒奧教區的主教座堂。